# Wendy Robie
Wendy Robie (Cincinnati, 6 ottobre 1953) è un'attrice statunitense.

## Biografia
Laureata in letteratura inglese Wendy Robie esordisce ufficialmente davanti alla macchina da presa nel 1990 grazie al serial televisivo I segreti di Twin Peaks. Per l'occasione Wendy interpreta Nadine Hurley: una donna particolarmente eccentrica e violenta che riscuote molto successo tra gli addetti ai lavori, tanto che molti registi in seguito le offriranno ruoli da donna eccentrica o insana di mente.
Wes Craven la dirige in La casa nera e  Vampiro a Brooklyn, partecipa al film con Steven Seagal Delitti inquietanti e nel 1998 recita nell'horror The Dentist 2.
Nel 2008 si aggiudica un Audience Award come migliore attrice per il film presentato al Torino GLBT Film Festival - Da Sodoma a Hollywood Were the World Mine.
Come guest star partecipa ai telefilm Dark Skies - Oscure presenze, Star Trek: Deep Space Nine e Party of five.
Nel 2017 ritorna a vestire i panni di Nadine Hurley in 5 episodi di Twin Peaks il ritorno.

## Filmografia parziale

### Cinema
- La casa nera (The People Under the Stairs), regia di Wes Craven (1991)
- Fuoco cammina con me (Twin Peaks: Fire Walk with Me), regia di David Lynch (1992)
- Prophet of Evil: The Ervil LeBaron Story, regia di Jud Taylor (1993)
- A Place for Annie - film TV, regia di John Gray (1994)
- Vampiro a Brooklyn (Vampire in Brooklyn), regia di Wes Craven (1995)
- Zork Nemesis - film di animazione (1996)
- Delitti inquietanti (The Glimmer Man), regia di John Gray (1996)
- Devil in the Flesh, regia di Steve Cohen (1998)
- The Dentist 2, regia di Brian Yuzna (1998)
- The Attic Expeditions, regia di Jeremy Kasten (2001)
- Lost Voyage, regia di Christian McIntire (2001)
- Were The World Mine, regia di Tom Gustafson (2008)
- Relative, regia di Michael Glover Smith (2022)

### Televisione
- I segreti di Twin Peaks (Twin Peaks) - serie TV, 22 episodi (1990-1991) - Nadine Hurley
- Baywatch - serie TV, un episodio (1991)
- In viaggio nel tempo (Quantum Leap) - serie TV, un episodio (1992)
- Ultraman: The Ultimate Hero - serie TV, un episodio (1993)
- Viper - serie TV, un episodio (1994)
- Star Trek: Deep Space Nine - serie TV, episodio 3x15 (1995)
- Sister, Sister - serie TV, un episodio (1995)
- Dark Skies - Oscure presenze (Dark Skies) - serie TV, un episodio (1996)
- C-16: FBI - serie TV, un episodio (1998)
- Cinque in famiglia (Party of Five) - serie TV, un episodio (2000)
- Da un giorno all'altro (Any Day Now) - serie TV, un episodio (2000)
- I magnifici sette (The Magnificent Seven) - serie TV, un episodio (2000)
- Twin Peaks (Twin Peaks: The Return) - serie TV, 5 episodi (2017) - Nadine Hurley

## Doppiatrici italiane
- Paola Giannetti in I segreti di Twin Peaks
- Barbara Castracane in La casa nera
- Gabriella Pochini in  La casa nera (ridoppiaggio)